# Scheune Im Dorfe 6

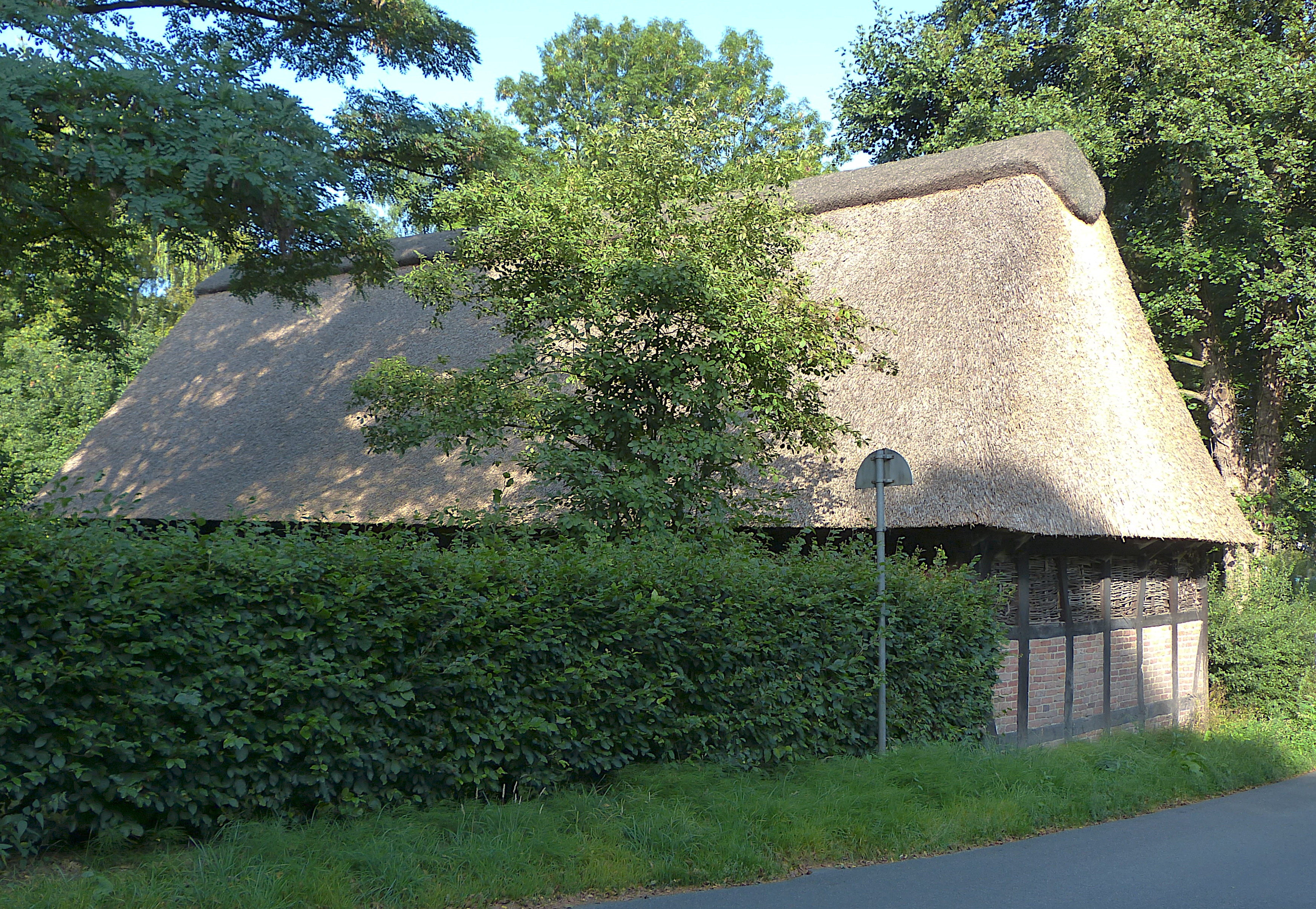
Ankerbalken-Scheune in Schönebeck

Die Scheune Im Dorfe 6 befindet sich in Bremen, Stadtteil Vegesack, Ortsteil Schönebeck, Im Dorfe 6. Die Scheune entstand um 1790. Sie steht seit 2017 unter Bremer Denkmalschutz.

## Geschichte

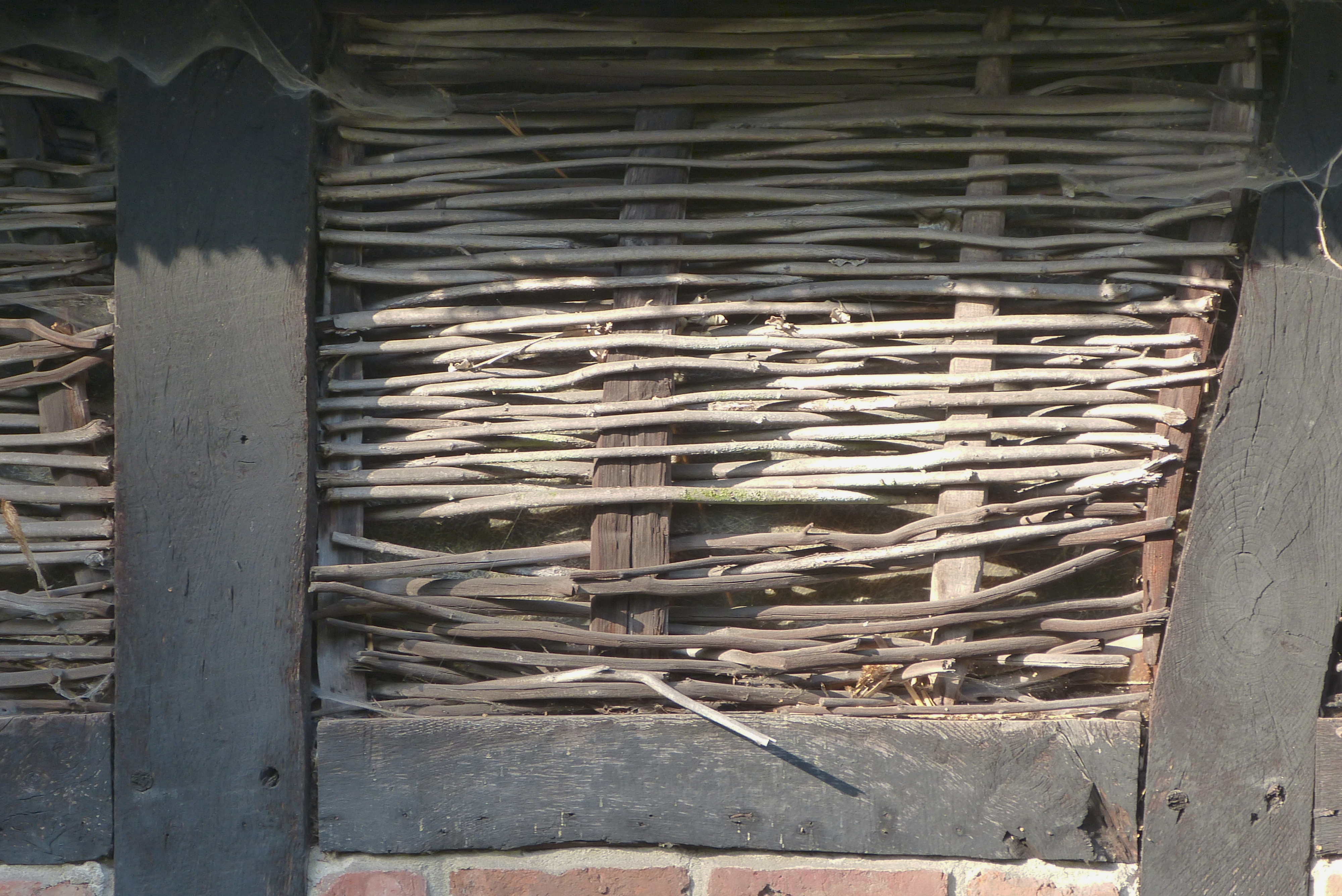
Gefache mit Tunwark

Die langgestreckte reetgedeckte Scheune von um 1790 grenzt giebelständig an die Straße in direkter Nachbarschaft zum Schloss Schönebeck. Bemerkenswert ist die offene Füllung der oberen Gefache des Fachwerks aus starken, gespaltenen Weidenzweigen (Tunwark). Der rückseitige Giebel ist verbrettert. Als Ankerbalkenscheune gehört sie zu den ältesten in Bremen in ihrem ursprünglichen Zustand erhalten Scheunen.  
Ankerbalkenscheunen wurden seit dem Mittelalter in Ständerbauweise errichtet, wobei die auf einem gemauerten Sockel errichteten Ständer durch waagrechte Balken, die so genannten Ankerbalken, miteinander und mit der Außenwand verbunden (verankert) waren. Die Ankerbalken dienten zudem als Auflage für die Deckenkonstruktion des Dachbodens mit einer nur geringen Lastaufnahme. Diese Konstruktion war bei einfachen Gebäuden noch bis zum Ende des 19. Jahrhunderts gebräuchlich. Die Scheune hat vermutlich zur Lagerung von Erntegut und Futtermitteln gedient. Sie wurde gründlich restauriert.
Die Scheune gehörte zum Eibenhof, der zuletzt als Lokal diente und im Juli 1981 abbrannte.